# Beni Ganc

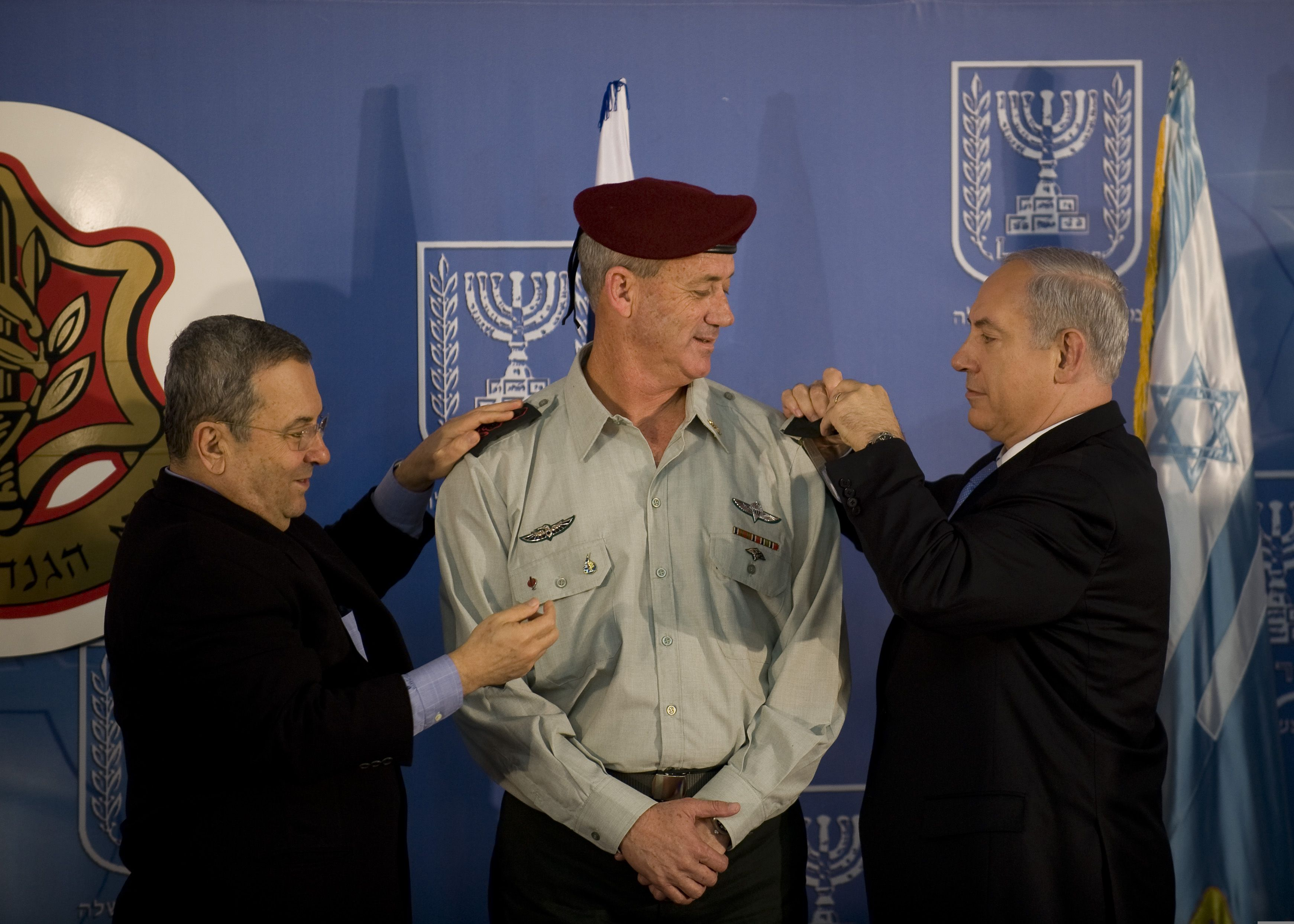
Awans generała Ganca

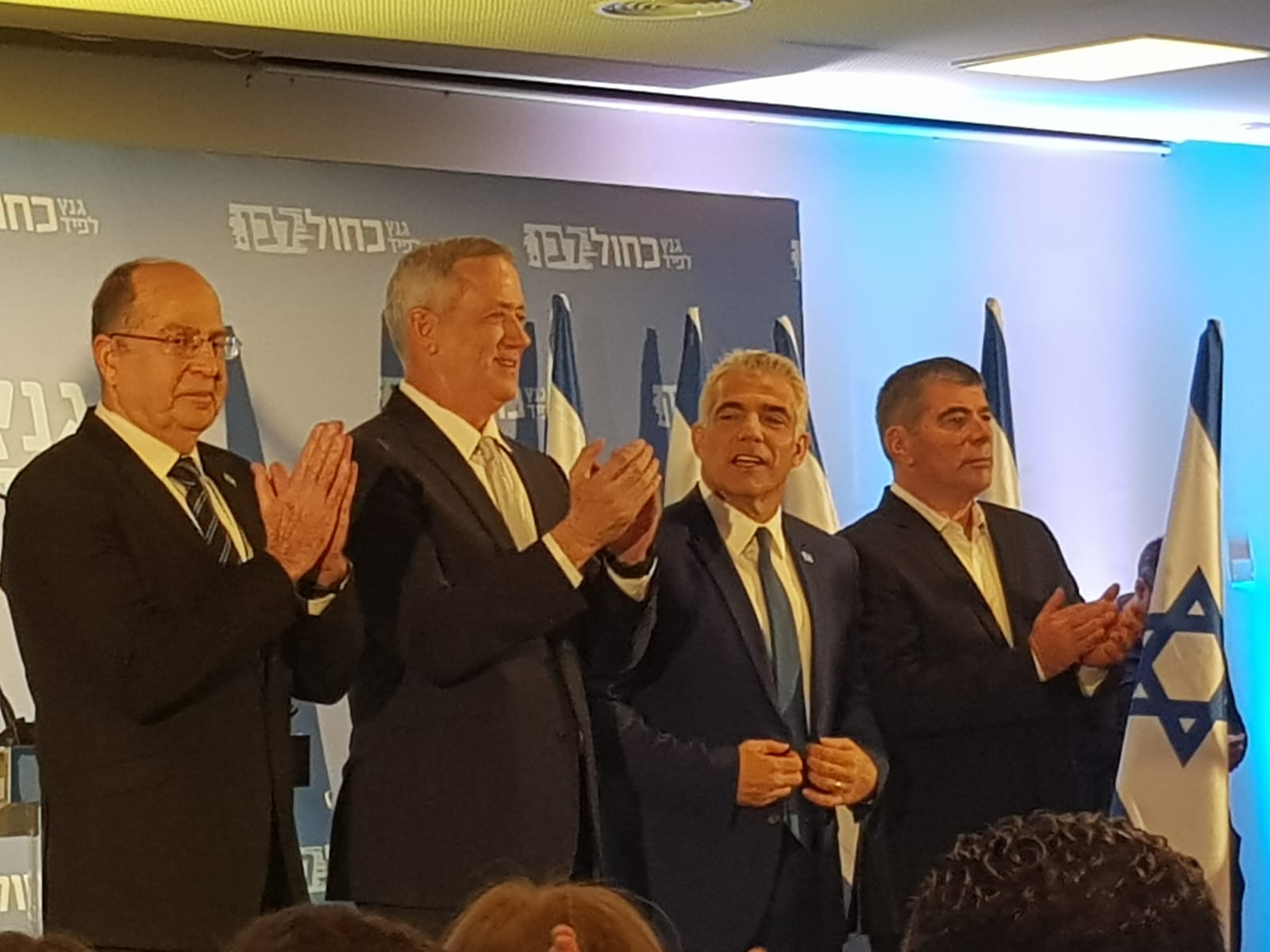
Liderzy Niebiesko-Białych: Mosze Ja’alon, Binjamin Ganc, Ja’ir Lapid i Gabi Aszkenazi (2019)

Beni Ganc, właśc. Binjamin Ganc (hebr. ‏בֵּנִי גַּנְץ‎, ang. Benny Gantz; ur. 9 czerwca 1959 w Kefar Achim) – izraelski wojskowy i polityk, alluf, oficer dyplomowany Sił Obronnych Izraela, w latach 2011–2015 szef Sztabu Generalnego Sił Obronnych Izraela (raw alluf). Od 2019 lider koalicji Niebiesko-Biali, poseł do Knesetu, od marca do maja 2020 przewodniczący Knesetu. Od 2020 do 2022 roku minister obrony Izraela.

## Życiorys

### Młodość
Beni Ganc urodził się i dorastał w moszawie Kefar Achim, położonym na równinie Szaron. Matka, Malka, pochodziła z miasta Mezőkovácsháza na Węgrzech, przeżyła hitlerowski obóz koncentracyjny Bergen-Belsen. Ojciec, Nachum, pochodził z Siedmiogrodu w Rumunii. Zimą 1947 na pokładzie statku Chajjim Arlozorow usiłował nielegalnie dostać się do Mandatu Palestyny. 28 lutego statek został zatrzymany przez okręty Royal Navy, a pasażerowie deportowani na Cypr, gdzie wszystkich żydowskich uchodźców z Europy internowano. Po powstaniu w 1948 niepodległego państwa Izrael, ojciec Beniego przyjechał do Ziemi Izraela i przyłączył się do grupy założycieli moszawu Kefar Achim. Tam poznał swoją przyszłą żonę.
Beni Ganc ukończył szkołę z internatem w Ramat ha-Szaron. Następnie uzyskał tytuł licencjata historii na Uniwersytecie Telawiwskim oraz tytuł magistra nauk politycznych na Uniwersytecie Hajfy.

### Służba wojskowa

#### Brygada Spadochronowa
W 1977 rozpoczął służbę wojskową w Siłach Obronnych Izraela. Po odbyciu obowiązkowego szkolenia wojskowego został przyjęty do 50 Batalionu w Brygadzie Spadochronowej. Przeszedł szkolenie oficerskie i został dowódcą plutonu spadochroniarzy w 101 Batalionie. W 1980 jako zastępca dowódcy kompanii wziął udział w operacji wojskowej w Libanie. Podczas wojny libańskiej w 1982 Ganc walczył w zachodnich dzielnicach Bejrutu, gdzie zastąpił rannego dowódcę kompanii. W 1983 został dowódcą specjalistycznego batalionu inżynieryjnego (saperów) „Palchan” (hebr. פלחה”ן) Brygady Spadochronowej, do którego zadań należało torowanie drogi natarcia dla brygad i rozbrajanie ładunków wybuchowych. Następnie został zastępcą dowódcy elitarnej jednostki sił specjalnych Szaldag (jednostka Sił Powietrznych Izraela). W 1987 został mianowany dowódcą 890 Batalionu spadochroniarzy Brygady Spadochronowej. Uczestniczył w czterech misjach bojowych przeciwko terrorystom w południowym Libanie. W 1989 objął dowództwo w Jednostce Szaldag. Między innymi zabezpieczał przeprowadzenie operacji Salomon, podczas której ewakuowano Żydów z Etiopii. W 1992 został dowódcą rezerwowej Dywizji Spadochronowej, a w 1994 objął dowództwo Brygady Judei w Dywizji Judei i Samarii. W latach 1995–1997 był dowódcą Brygady Spadochronowej.
W październiku 1997 wyjechał do Stanów Zjednoczonych, gdzie rok później zdobył tytuł magistra bezpieczeństwa narodowego w Waszyngtonie. Ganc jako jeden z nielicznych izraelskich oficerów ukończył elitarny amerykański kurs szkolenia Zielonych Beretów.

#### Dowództwo Północne
W 1998 objął dowództwo rezerwowej dywizji w Dowództwie Północnym Sił Obronnych Izraela. W 1999 został dowódcą Dywizji Libanu. W 2000 odpowiadał za wycofanie wojsk ze strefy bezpieczeństwa w południowym Libanie.
W 2000 został mianowany dowódcą Dywizji Judei i Samarii. Podczas jego kadencji, 28 września 2000 wybuchło palestyńskie powstanie intifada Al-Aksa. 1 października przy grobowcu Józefa na przedmieściach Nablusu został postrzelony druzyjski funkcjonariusz izraelskiej straży granicznej Medhat Josef. Ganc nie podjął decyzji o wysłaniu żołnierzy na palestyńskie terytorium i ranny Josef zmarł po 4 godzinach z upływu krwi, nie doczekawszy się pomocy lekarskiej. Kilka dni później, 12 października, doszło do linczu na dwóch izraelskich żołnierzach w Ramallah. Ganc ponownie zwlekał oczekując na decyzje dowództwa nie podejmując samodzielnych decyzji.
Na początku 2001 otrzymał awans na pułkownika i został mianowany dowódcą Korpusu Północnego. Pod koniec 2002 został powołany do Północnego Dowództwa. W dniu 8 listopada 2005 otrzymał stanowisko dowódcy sił lądowych w Północnym Dowództwie. Funkcję tę pełnił podczas II wojny libańskiej. W grudniu 2007 został mianowany attaché wojskowym w Stanach Zjednoczonych.

#### Sztab Generalny
W październiku 2009 otrzymał przeniesienie na stanowisko zastępcy szefa Sztabu Generalnego.
W dniu 14 lutego 2011 objął stanowisko szefa Sztabu Generalnego Sił Obronnych Izraela i pełnił tę funkcję do dnia 16 lutego 2015, zastąpił go na tym stanowisku raw alluf Gadi Eizenkot.

### Polityka
Przed wyborami parlamentarnymi w kwietniu 2019 roku Ganc stanął na czele nowego ugrupowania – Moc Izraela, które wraz z partią Telem Moszego Ja’alona oraz Jest Przyszłość Ja’ira Lapida, stworzyło koalicję wyborczą Niebiesko-Biali, reprezentującą liberalną klasę średnią. W razie zwycięstwa ugrupowania w wyborach Ganc miał zostać premierem na 2,5 roku, po tym czasie miał go zmienić Lapid. W wyborach startował z pierwszego miejsca na liście ugrupowania, które zdobyło 35 mandatów, tyle co zwycięski Likud, który dzięki sukcesowi prawicy w wyborach miał znacznie większe możliwości koalicyjne. W konsultacjach prowadzonych w dniach 15–16 kwietnia przez prezydenta Re’uwena Riwlina kandydatura Ganca na szefa nowego rządu otrzymała, oprócz macierzystego ugrupowania, poparcie Partii Pracy (6) i Merecu (4). Wobec tego, że Ganca popierały ugrupowania mające łącznie 45 posłów, wobec 65, którymi dysponował dotychczasowy premier Binjamin Netanjahu, to on otrzymał misję stworzenia rządu. Ganc objął mandat posła w dwudziestym pierwszym Knesecie.
W wyznaczonym terminie Netanjahu nie udało się sformować rządu, wskutek braku porozumienia z Awigdorem Liebermanem (przewodniczącym partii Nasz Dom Izrael). W związku z tym 29 maja Kneset przegłosował większością 74:25 samorozwiązanie. Nowe wybory parlamentarne zaplanowano na 17 września, a w nich Niebiesko-Biali zdobyli o jeden mandat więcej (33) niż Likud (32). Niebiesko-Biali wraz z partnerami mogli liczyć na 55 mandatów w Knesecie, a Likud na 54, ale 10 deputowanych skupiającej partie arabskie Zjednoczonej Listy ogłosiło, że nie wejdzie w skład rządu, w związku z czym prezydent Reuwen Riwlin powierzył misję utworzenia rządu Netanjahu. 21 października Netanjahu ogłosił, że rezygnuje ze starań o utworzenie nowego rządu, gdyż Beni Ganc odmówił rozmów o utworzeniu rządu jedności narodowej, argumentując, że Netanjahu grożą zarzuty korupcyjne.
26 marca 2020 roku, po długich negocjacjach pomiędzy partiami Ganc zgodził się na utworzenie rządu jedności z Likudem. Krok ten spotkał się ze sprzeciwem Ja’ira Lapida i Moszego Ja’alona, którzy złożyli wniosek o wystąpienie z koalicji Niebiesko-Białych. Ganc zaoferował Netanjahu tekę ministra spraw zagranicznych i stanowisko przewodniczącego Knesetu. W 2021 miałaby nastąpić zamiana na stanowisku premiera. Koalicja bloku prawicowego z Mocą Izraela Beniego Ganca miałaby posiadać w Knesecie 78-79 miejsc.
26 marca 2020 roku został wybrany przewodniczącym Knesetu. 17 maja został zaprzysiężony jako minister obrony oraz premier rotacyjny. Od 16 grudnia 2020 pełnił obowiązki również ministra komunikacji, od 1 stycznia 2021 pełnił obowiązki ministra sprawiedliwości, a od 12 stycznia p.o. ministra nauki i technologii.
13 czerwca 2021 został zaprzysiężony na wicepremiera oraz ministra obrony w rządzie koalicyjnym Naftalego Bennetta i Ja’ira Lapida. 29 grudnia 2022 przestał być wicepremierem i ministrem obrony. 12 października 2023 r. został ministrem bez teki w rządzie jedności narodowej Binjamina Netanjahu w związku z wybuchem wojny Izraela z Hamasem. 18 maja 2024 r. Ganc publicznie zażądał od premiera Netanjahu, by ten przyjął jego plan działania wobec Strefy Gazy zakładający m.in. demilitaryzację Gazy, zakończenie rządów Hamasu i utworzenie tam międzynarodowej administracji do spraw cywilnych. Na przyjęcie planu wobec Gazy wyznaczył okres trzech tygodni grożąc opuszczeniem rządu. 9 czerwca Ganc opuścił rząd jedności narodowej i wezwał do rozpisania przedterminowych wyborów parlamentarnych.